# 헨리 5세 (희곡)

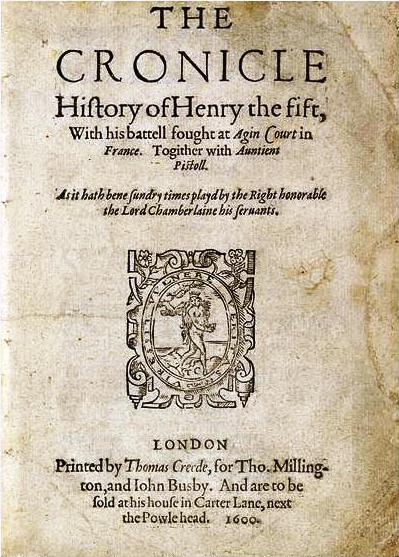
타이틀 페이지 (1600년)

《헨리 5세》(Henry V)는 윌리엄 셰익스피어의 ‘랭커스터 4부작’ 중 하나이다.
셰익스피어는 총 열 편의 사극을 남겼는데, 그중에서도 ＜리처드 2세＞, ＜헨리 4세＞(I, II), ＜헨리 5세＞를 랭커스터 4부작이라고 부른다. ＜헨리 5세＞는 랭커스터 4부작의 마지막 작품으로, 백년전쟁이 배경이 된다. 양국 왕계는 혼인과 혈연으로 얽혀 있어 왕위 계승권에 항상 분쟁의 소지가 있었다. 프랑스 왕권에 대한 영국 왕의 권리를 옹호하는 켄터베리 대주교의 연설 직후 헨리 5세는 프랑스에 전쟁을 선포한다. 전작인 ＜헨리 4세＞에서 폴스타프 패거리와 어울려 다니며 비행을 일삼던 핼 왕자는 즉위 후 왕으로서의 위엄을 갖추고 현명하게 나라를 통치한다. 이런 사정을 모르는 채 헨리를 방탕한 철부지로 기억하는 프랑스 황태자는 사신을 통해 ‘테니스공’을 헨리에게 전한다. 이에 헨리는 “라켓이 준비되는 대로 프랑스라는 코트에서 테니스공을 되받아치겠다”고 응수한다. 전쟁이 시작되자 헨리는 병사들의 사기를 북돋는 동시에 적국에 대한 약탈을 금하는 이상적이고 공정한 군주로서의 모습을 보인다. 계속되는 전쟁에 전력이 바닥나 열세에 몰렸을 때도 당당함을 잃지 않고 병사들의 명예심을 자극해 전세를 역전시킨다. 아쟁쿠르 전투에서 크게 승리한 뒤에는 프랑스 왕국에 입성해 자신의 요구 조건을 관철하고 공주 카트린을 왕비로 맞이한다. 영국이 가장 사랑하는 왕 헨리 5세를, 영국이 자랑하는 작가 셰익스피어의 언어로 재현해 낸 작품이다.